# NK 크르카
NK 크르카(슬로베니아어: Nogometni Klub Krka)는 노보메스토를 연고로 하는 슬로베니아의 축구 클럽이다. 현재는 슬로베니아의 2부 축구 리그인 드루가 SNL에 참가하고 있다.

## 선수 명단

### 현역
- 아미르 데르비세비치(2012 ~ 2013, 2023 ~ )

### 역대
틀:2. SNL